# Grb Osmanskog Carstva
Grbovi nisu nikad bili svojstveni Osmanskom Carstvu i islamskoj kulturi. Svaki sultan Osmanskog Carstva je imao vlastiti monogram, zvani tugra, koji se koristio kao grb.
Grb Osmanskog Carstva, inspiriran grbovima europskih carstava, stvoren je u 19. stoljeću. Svoj krajnji oblik je dobio 17. travnja 1882. kada ga je sultan Abdul Hamid II. i usvojio kao grb Carstva.
Sastojao se od dvije zastave: zastava Anatolije i ostalih azijskih ejaleta na kojoj su prikazani polumjesec i zvijezda na crvenoj podlozi, i zastava Rumelija na kojoj su predstavljena tri polumjeseca na zelenoj pozadini.
Neki grafički elementi s grba Osmanskog Carstva mogu se vidjeti i na suvremenom grbu Republike Turske, kao što su npr. centralni oval i okomito postavljeni polumjesec i zvijezda.